# Élections législatives de 1967 en Lozère
Les élections législatives françaises de 1967 se déroulent le 5 mars 1967.  Dans le département de la Lozère, deux députés sont à élire dans le cadre de deux circonscriptions.

## Élus
| Circonscription | Député sortant                                 | Parti | Parti  | Député élu ou réélu | Parti | Parti |
| --------------- | ---------------------------------------------- | ----- | ------ | ------------------- | ----- | ----- |
| 1re             | Pierre Couderc                                 |       | CNIP   | Pierre Couderc      |       | RI    |
| 2e              | Victor Gouton suppléant de Charles de Chambrun |       | Divers | Charles de Chambrun |       | UD-Ve |

## Résultats

### Résultats à l'échelle du département
|                | Républicains indépendants                       | 11 703 | 28,36  | 1 |  |  |
|                | Union des démocrates pour la Ve République      | 9 796  | 23,74  | 1 |  |  |
|                | Modérés                                         | 1 805  | 4,37   | 0 |  |  |
|                | Union des républicains de progrès               | 23 304 | 56,47  | 2 |  |  |
|                |                                                 |        |        |   |  |  |
|                | Section française de l'Internationale ouvrière  | 4 726  | 11,45  | 0 |  |  |
|                | Fédération de la gauche démocrate et socialiste | 4 726  | 11,45  | 0 |  |  |
|                |                                                 |        |        |   |  |  |
|                | Progrès et démocratie moderne                   | 8 727  | 21,15  | 0 |  |  |
|                | Parti communiste français                       | 4 508  | 10,92  | 0 |  |  |
|                |                                                 |        |        |   |  |  |
| Inscrits       | Inscrits                                        | 51 243 | 100,00 | 2 |  |  |
| Abstentions    | Abstentions                                     | 9 054  | 17,67  |   |  |  |
| Votants        | Votants                                         | 42 189 | 82,33  |   |  |  |
| Blancs et nuls | Blancs et nuls                                  | 924    | 2,19   |   |  |  |
| Exprimés       | Exprimés                                        | 41 265 | 97,81  |   |  |  |

### Résultats par circonscription

#### Première circonscription (Mende)
|                | Pierre Couderc sortant réélu | RI             | 11 703 | 52,75  |  |  |  |
|                | Jean Massador                | FGDS (SFIO)    | 4 726  | 21,3   |  |  |  |
|                | Jules Clavel                 | CD (PDM)       | 3 218  | 14,51  |  |  |  |
|                | Marcel Brès                  | PCF            | 2 537  | 11,44  |  |  |  |
|                |                              |                |        |        |  |  |  |
| Inscrits       | Inscrits                     | Inscrits       | 28 535 | 100,00 |  |  |  |
| Abstentions    | Abstentions                  | Abstentions    | 5 776  | 20,24  |  |  |  |
| Votants        | Votants                      | Votants        | 22 759 | 79,76  |  |  |  |
| Blancs et nuls | Blancs et nuls               | Blancs et nuls | 575    | 2,53   |  |  |  |
| Exprimés       | Exprimés                     | Exprimés       | 22 184 | 97,47  |  |  |  |

#### Deuxième circonscription (Marvejols)
|                | Charles de Chambrun sortant réélu | UD-Ve          | 9 796  | 51,34  |  |  |  |
|                | Jules Roujon                      | CD (PDM)       | 5 509  | 28,87  |  |  |  |
|                | Guy Galvier                       | PCF            | 1 971  | 10,33  |  |  |  |
|                | Christian Bottou                  | Modérés        | 1 805  | 9,46   |  |  |  |
|                |                                   |                |        |        |  |  |  |
| Inscrits       | Inscrits                          | Inscrits       | 22 708 | 100,00 |  |  |  |
| Abstentions    | Abstentions                       | Abstentions    | 3 278  | 14,44  |  |  |  |
| Votants        | Votants                           | Votants        | 19 430 | 85,56  |  |  |  |
| Blancs et nuls | Blancs et nuls                    | Blancs et nuls | 349    | 1,8    |  |  |  |
| Exprimés       | Exprimés                          | Exprimés       | 19 081 | 98,2   |  |  |  |